# Згорни Габрник
Згорни Габрник (на словенски: Zgornji Gabrnik) е село в Словения, Савински регион, община Рогашка Слатина. Според Националната статистическа служба на Република Словения през 2002 г. селото има 134 жители.